# Contract for difference
Contract for difference (CFD) är en typ av derivatinstrument som låter investeraren spekulera i prisförändringar i underliggande tillgångar. Dessa underliggande tillgångar kan vara av olika slag men utgörs vanligtvis av aktier, aktieindex, råvaror eller valutor.
En CFD är en överenskommelse om att utbyta skillnaden i ett finansiellt instruments värde som sker mellan tidpunkten då kontraktet öppnas och tidpunkten då det stängs. De flesta CFD:er har inga löptider utan investeraren bestämmer själv när kontraktet ska avslutas. En CFD speglar prisrörelserna i det underliggande finansiella instrumentet och handlas således till samma kurser som detta instrument. I vissa fall skiljer sig dock prissättningen något mellan CFD:n och det underliggande instrumentet - detta beror på vilket instrument man handlar och hos vilken CFD-aktör. Till exempel handlas en CFD på en aktie normalt till samma kurs som den underliggande aktien handlas till på börsen.
CFD:er har en inbyggd hävstångseffekt vilket innebär att endast en viss procent, ett säkerhetskrav, av den underliggande tillgångens totala värdet krävs för att ingå en position. När man handlar CFD:er betalar man i vissa fall courtage (gäller normalt CFD:er på aktier och hos vissa mäklare på råvaror). Utöver courtage tillkommer en finansieringsränta som man som kund betalar till CFD-mäklaren när man håller en position öppen över natten. Denna ränta betalas på hela värdet av positionen och räntesatsen varierar mellan olika mäklare. Normalt ligger den som en årsränta på 2,5-3 procent plus den lokala interbankräntan. För exempelvis en placering på den svenska aktiemarknaden betyder det en årsränta på cirka 3 procent (Stibor plus 2,5 procent). CFD:er erbjuder även möjlighet att "gå kort", dvs att spekulera i en nedgång i den underliggande tillgången.
CFD:er finns tillgängliga i Sverige sedan 2007.
Svenska Dagbladet har varnat för risker med instrumentet. Marknadsföringen av CFD:er har kritiserats för att kunna leda till spelmissbruk. Reglering har införts i ett försök att minska risken att privatpersoner utsätts för marknadsföring som kan bidra till spelmissbruk.
Den 1 augusti 2018 tillkom lagändringar för CFD-handel i Europa under ESMA.

## Säkerhetskrav
Säkerhetskravet för att ingå en position med en CFD är en viss procentandel av värdet av den underliggande tillgången. Om den underliggande tillgången sedan ändrar värde som påverkar positionens värde till att bli en förlust, måste man kunna täcka upp för denna värdeförändring genom att öka den säkerhet som ställts för positionen, annars säljs delar av innehavet av. Avräkning av säkerhetskravet sker normalt dagligen efter marknadens stängning.

## Marknadsövervakning
CFD:er handlas i regel på internetbaserade handelsplattformar och inte på en vanlig börs som står under Finansinspektionens tillsyn. Finansinspektionen har dock viss övervakning av likviditeten även för CFD:er.

### Räkneexempel
CFD-kontrakt används för att köpa 100 Astra Zeneca-aktier som står i 390 kr per styck. Skulle aktierna köpas direkt krävs det 39 000 kr. För CFD-kontrakt med finansieringskravet 10 procent av värdet behöver man endast sätta in 3 900 kr på sitt konto. Om aktien stiger med 5 procent till 410 kr tjänar man 20 kr per CFD, dvs totalt 2 000 kr vilket motsvarar 51 procent på det insatta kapitalet. 
Transaktionskostnad: 100 CFD-kontrakt x 390 (priset på aktien) x 3 % (Stiborräntan + 2,5 procent) / 365 (dagar på ett år) = 3,20 kr per dag. Håller man positionen i två veckor blir det 44,80 kr plus att man måste räkna in det courtage man betalat för att öppna samt stänga positionen. Courtaget för CFD-handel (såväl som för vanlig aktiehandel) varierar mellan olika mäklare.
Om aktien i stället sjunker med 2,5 procent till 380 kr tappar kontot 1 000 kr i värde, en minskning på 25 procent. Till detta kommer courtage och ränta vilket också påverkar värdeminskningen.
Man kan även förlora mer än insatsen: Om guldet står i 800 dollar per uns och man spekulerar i en uppgång kan man köpa en CFD som speglar guldpriset. För att genomföra affären deponerar man 1 procent av värdet av guldet på sitt konto, dvs 8 dollar. Om guldpriset i stället går ner med 50 dollar förlorar man 50 dollar, dvs 42 dollar mer än insatsen.
Tror man istället att guldpriset är på väg ner kan man "gå kort", dvs sälja en CFD på 800 dollar (som man inte äger). Om guldpriset sjunker till 750 dollar kan man sedan köpa tillbaka CFD:n till ett lägre pris. Vinsten blir då mellanskillnaden på 50 dollar minus transaktionskostnader.